# La Comtesse de Charny
Pour l’article homonyme, voir La Comtesse de Charny (mini-série).
La Comtesse de Charny est un roman écrit par Alexandre Dumas en 1852-1853 pendant son exil à Bruxelles. Il fait suite d'une certaine façon au roman Ange Pitou, prenant sa place dans les Mémoires d'un médecin.
En effet, comme l'explique Alexandre Dumas dans son avant-propos au premier tome de la Comtesse de Charny,  Ange Pitou devait à l'origine comporter six tomes, mais à la demande d'Émile de Girardin il fut réduit à un tome. Ce roman fut inachevé, ce qui explique sa fin étrange.

## Les personnages secondaires du roman
- L'abbé Fortier : apparu dans le roman Ange Pitou, monarchiste dans l'âme, il est chargé de l'éducation de Sébastien Gilbert.
- Le vicomte Isidore de Charny, frère du comte de Charny

## Personnages principaux du roman
- La comtesse Andrée de Charny, fille du baron de Taverney-Maison-Rouge, sœur de Philippe de Tavernay et épouse du comte de Charny. La comtesse de Charny est demoiselle d'honneur de Marie-Antoinette d'Autriche.
- Joseph Balsamo apparaît dans ce roman sous le pseudonyme de baron Zannone, banquier génois.
- Louis XVI et les membres de la famille royale.
- Le comte Olivier de Charny, amant de la reine Marie-Antoinette, nature noble et loyale. Il a épousé Andree il y a quatre ans pour sauver l'honneur de la reine, mais il ressent de plus en plus de respect et d'admiration envers sa femme, ce qui devient un amour profond et tendre.
- Le docteur Gilbert : personnage apparaissant également dans le roman Ange Pitou, où il est le protecteur du héros. Élève de Joseph Balsamo qui lui enseigna l'hypnotisme. Dans ce roman, il est le médecin par quartier de Louis XVI.
- Sébastien Gilbert, fils du docteur Gilbert et de la comtesse Andrée de Charny, ami d'Ange Pitou. Son père l'enleva à sa mère dès sa naissance. Jusqu'à l'âge de quinze ans ce personnage voit en rêve sa mère.
- Catherine Billot, fille du père Billot, elle fut éprise du vicomte Isidore de Charny dont elle aura un fils, le jeune Isidore.
- Le Père Billot, un fermier de Pisseleu qui embrassa les idées révolutionnaires. Il est le père de Catherine Billot.
- Ange Pitou, ami du père Billot dont il partagera les aventures révolutionnaires à Paris, il fut commandant de la garde nationale d'Haramont. Ange Pitou aime en secret la belle Catherine Billot. Comme le Père Billot, Ange Pitou sera le témoin des différents évènements qui secoueront le Paris révolutionnaire. Lors du départ pour les Amériques du Père Billot et de son protecteur le docteur Gilbert, Ange Pitou épousera Catherine Billot et reconnaîtra le petit Isidore.

## Résumé
La Comtesse de Charny se déroule pendant la Révolution française à Paris et dans les villages d'Haramont et Pisseleu, près de Villers-Cotterêts. 
Le roman débute sur les journées des 5 et 6 octobre 1789 alors que la famille royale quitte Versailles pour Les Tuileries. Le roman s'attache à certaines personnalités révolutionnaires, comme Maximilien de Robespierre, Jean-Paul Marat, Honoré Gabriel Riquetti, comte de Mirabeau, mais met également en scène des personnages de fiction tels que le comte Olivier de Charny, amoureux de la reine Marie-Antoinette d'Autriche qui néglige sa jeune femme, Andrée, la comtesse de Charny qui donne son titre au roman.  Son cadet, le vicomte Isidore de Charny, seigneur de Boursonnes, est amoureux de Catherine Billot dont il a un fils, le jeune Isidore. 
Le père de Catherine Billot, sans-culotte fidèle aux idées révolutionnaires, ne pardonne pas à sa fille son amour pour un aristocrate et tente d'assassiner le vicomte de Charny. Isidore de Charny trouve la mort pendant la fuite de Varennes en 1791.  La comtesse de Charny retrouve le fils illégitime qu'elle a eu dans des circonstances terribles et finit par se faire aimer de son mari.  Leur bonheur dure peu. Le comte est abattu au cours des combats de la Journée du 10 août 1792. Andrée est arrêtée et trouve la mort à la prison de l'Abbaye au cours des massacres de septembre 1792. 
Dans le roman Joseph Balsamo, Cagliostro commençait son travail de sape pour ébranler la monarchie, qu'il poursuivait discrètement dans Le Collier de la reine.  Absent de Ange Pitou, il achève son œuvre de destruction dans La Comtesse de Charny.

## Sources
La Comtesse de Charny d'Alexandre Dumas Éditions de Fernier (Genève), 1970.

## Adaptation
Ce roman sera adapté par Marion Sarraut en téléfilm pour la télévision en 1989 (bicentenaire de la Révolution française (lien imdb) avec comme actrice principale Anne Jacquemin.
- La Comtesse de Charny (mini-série)